# هیلا
هیلا (انگلیسی: Hella) شرکت قطعات خودروی آلمانی است، که در سال ۱۸۹۹ تأسیس شد.